# Mero et mixto imperio
Mero et mixto imperio (o mero e mixto imperio) es una locución latina que hace referencia a la delegación del ejercicio de todo el poder político y jurídico (civil y penal) a un feudatario. Al mero imperio se le atribuiría el mayor grado de jurisdicción, correspondiendo a los crímenes públicos. Aquel en el que residiera la potestad del mero imperio tendría la capacidad de imponer la pena de muerte.  Al mixto imperio se le atribuía una jurisdicción menor, dentro de la cual estaría la facultad de ejecutar las sentencias.